# Lockbit
Lockbit è un gruppo di hacker e criminali informatici russi attivo dal 2019, che effettua attacchi del tipo ransomware.
Il software sviluppato dal gruppo consente, ai malintenzionati disposti a pagare per utilizzarlo, di effettuare attacchi con due tattiche in cui vengono crittografati i dati della vittima e contestualmente viene richiesto un riscatto, minacciando anche di divulgarli se le loro richieste verranno disattese. LockBit funziona come Ransomware-as-a-Service (RaaS, ransomware distribuito come un servizio) concedendo in licenza il proprio codice agli affiliati che lanciano a loro volta gli attacchi informatici. Gli autori dell'attacco affiliati ricevono fino al 70%  dei fondi di riscatto.
Secondo una dichiarazione congiunta di varie agenzie governative, LockBit è stato il ransomware più prolifico al mondo nel 2022. Si stima che sia responsabile del 44% di tutti gli attacchi ransomware a livello globale.
Negli Stati Uniti, tra gennaio 2020 e maggio 2023, Lockbit è stato utilizzato in circa 1.700 attacchi ransomware, ottenendo un totale di 91 milioni di dollari di riscatto pagato agli hacker.
Le agenzie governative non hanno formalmente attribuito il gruppo ad alcuno stato o nazione. Il software con il nome "LockBit" è apparso in un forum sulla criminalità informatica in lingua russa nel gennaio 2020. Lo scopo finale degli attacchi del gruppo hacker è motivato solamente dal punto di vista economico-finanziario.

## Sequestro da parte delle forze dell'ordine
Il 19 febbraio 2024, l'operazione “Cronos” guidata dalla National Crime Agency del Regno Unito insieme al coordinamento europeo affidato a Europol è riuscita a bloccare i siti del gruppo hacker Lockbit. Battendo gli hacker sul loro stesso campo ossia hackerandoli. Il bilancio: quattro arresti (in Polonia, in Ucraina e due negli Stati Uniti), 34 server e 14.000 account bloccati, 200 portafogli (wallet) di criptovalute sequestrati e una grande quantità di chiavi digitali recuperate.